# Laurent Abergel
Pour les articles homonymes, voir Abergel.
Laurent Abergel, né le 1er février 1993 à Marseille en France, est un footballeur français qui évolue au poste de milieu défensif au FC Lorient.

## Biographie

### Carrière

#### Olympique de Marseille
Laurent Abergel est formé à l'Olympique de Marseille qu'il rejoint dès son plus jeune âge. Il monte les échelons les un après les autres jusqu'à l'équipe réserve où il apparaît la première fois lors de la saison 2010-2011 en prenant part à la dernière journée de Division d'Honneur (6e division). Le club termine champion et est promu en division supérieure. Il devient ensuite petit à petit en cadre de l'équipe réserve en CFA2.
Il intègre le groupe professionnel lors de la saison 2012-2013. Mais s'il est dans le groupe professionnel lors du match de Ligue Europa contre l'AEL Limassol puis qu'il découvre le stade Vélodrome en figurant dans le groupe contre le Valenciennes FC en Ligue 1, il ne dispute pour autant pas une minute de jeu avec les pros.   
Le 3 juin 2013, il signe son premier contrat professionnel pour une durée de trois ans. Le 5 janvier 2014, il joue son premier match sous le maillot phocéen en entrant en jeu à la place de Kassim Abdallah face au Stade de Reims lors des 32e de finale de coupe de France. Le 29 janvier suivant, il joue son premier match de Ligue 1 contre le Valenciennes FC, en remplacement de Florian Thauvin. Ce seront ses deux seuls matchs sous le maillot olympien.

#### AC Ajaccio
Lors de la saison 2014-2015, il est prêté à l'AC Ajaccio en Ligue 2. Il joue son premier match sous le maillot corse lors de la 8e journée contre Le Havre AC avant d'être expulsé au cours du match suivant. Lors de la 36e journée, il offre une passe décisive à Hugo Videmont. Souvent utilisé milieu défensif plutôt que latéral droit, son poste de formation, il prend part à vingt-et-une rencontres dont dix-sept en championnat.
De retour de prêt, il est laissé libre par l'OM afin de pouvoir s'engager plus facilement avec l'AC Ajaccio pour deux saisons. Blessé d'une fracture du pied lors de son arrivée, il est absent lors des douze premières journées de championnat avant de faire son retour fin octobre en entrant en fin de match contre les Chamois niortais. Il marque son premier but professionnel le 24 novembre 2015 contre le Red Star lors d'un match nul en championnat un but partout et participe à vingt-cinq rencontres toutes compétitions confondues en trouvant une place de titulaire, parfois en tant que latéral droit, parfois comme milieu de terrain.
Il confirme sa place de titulaire lors de la saison 2016-2017 en prenant part à quarante rencontres toutes compétitions confondues dont trente-sept sur trente-huit en championnat. Presque toujours utilisé comme milieu de terrain défensif, il marque le second but de sa carrière lors d'une défaite contre le Nîmes Olympique et offre deux passes décisives. 

#### AS Nancy-Lorraine
Après trois saisons en Corse, il s'engage avec l'AS Nancy-Lorraine, également pensionnaire de Ligue 2 pour la saison 2017-2018 pour une somme estimée à 600 000 euros . Sa première saison est compliquée collectivement puisque le club termine à la dix-septième place et se maintient de justesse, mais il est très régulier et énormément utilisé par les différents entraîneurs avec trente-cinq matchs au compteur, toujours comme titulaire. Il offre trois passes décisives et marque un but en championnat lors du match nul contre son ancien club de l'AC Ajaccio à Marcel-Picot. 
La saison suivante, titulaire indiscutable, il devient en cours de saison capitaine de l'équipe à la place d'Ernest Seka, offre deux passes décisives et marque de nouveau contre son ancien club de l'AC Ajaccio le seul but de la rencontre. Au terme de la saison, alors qu'il est élu meilleur joueur de l'année par le public nancéien, Abergel entame un bras de fer avec la direction de l'ASNL lors du mercato d'été 2019, dans le but de rejoindre le FC Lorient qui le courtise. Alors qu'il lui reste encore une année de contrat, il décide courant juillet 2019 de ne plus se rendre aux entraînements pendant quelques jours,. Il ne participe qu'aux deux premiers des cinq matches de préparations de l'avant-saison 2019-2020. De nombreux supporteurs de l'ASNL n'apprécient pas cette méthode, qui n'est pas digne de son statut de capitaine de l'équipe, pour qui est attendu un comportement exemplaire. Le club finit par céder et accepte de laisser partir son joueur.

#### FC Lorient
Son contrat avec le FC Lorient est officialisé le 26 juillet 2019 pour une durée de trois ans. L'indemnité de transfert est estimée à 500 000 euros. Il y trouve un statut de titulaire dès les premiers matchs et marque deux buts contre La Berrichonne de Châteauroux et le FC Sochaux-Montbéliard. Il est titulaire lors de la défaite en seizième de finale de Coupe de France contre le Paris Saint-Germain, perdu un but à zéro. Sa première saison en Bretagne est interrompu par la Pandémie de Covid-19 mais son club, premier avant l'arrêt de la saison est titré Champion de Ligue 2 et est promu en Ligue 1. Il retrouve donc l'élite sept ans après son premier et unique match en Ligue 1.
Pour sa première saison en Ligue 1, il joue l'intégralité des rencontres et marque ses trois premiers buts dont le premier lors de la victoire trois buts à deux contre le Paris SG puis lors des victoires un but à zéro contre le Stade de Reims et Stade brestois 29. Titulaire indiscutable, il dispute quarante-et-un matches toutes compétitions confondues, soit toutes les rencontres de son équipe cette saison-là ,tout en portant le brassard de capitaine à huit reprises.
La saison suivante, il est le vice-capitaine du FC Lorient derrière Fabien Lemoine et porte le brassard une vingtaine de fois en l'absence du capitaine. Au total, il prend part à trente-cinq rencontres toutes compétitions confondues et offre trois passes décisives.
Le 3 juin 2023, il prolonge son contrat jusqu'en 2026 avec les merlus.
En mai 2024, malgré la relégation de l'équipe en Ligue 2 et la convoitise d'autre clubs, il prolonge l'aventure avec le FC Lorient jusqu'en 2029 avec une clause d'une année supplémentaire que le joueur choisira d’activer ou non. Une reconversion au sein du club est également fortement envisagée à l'issue du contrat.

## Statistiques
| Saison                | Club                   | Championnat           | Championnat | Championnat | Championnat | Coupe nationale | Coupe nationale | Coupe nationale | Coupe de la Ligue | Coupe de la Ligue | Coupe de la Ligue | Compétition(s) continentale(s) | Compétition(s) continentale(s) | Compétition(s) continentale(s) | Compétition(s) continentale(s) | Total | Total | Total |
| Saison                | Club                   | Division              | M.          | B.          | P.d.        | M.              | B.              | P.d.            | M.                | B.                | P.d.              | Comp.                          | M.                             | B.                             | P.d.                           | M.    | B.    | P.d.  |
| 2013-2014             | Olympique de Marseille | Ligue 1               | 1           | 0           | 0           | 1               | 0               | 0               | -                 | -                 | -                 | C1                             | -                              | -                              | -                              | 2     | 0     | 0     |
| 2014-2015             | AC Ajaccio (prêt)      | Ligue 2               | 17          | 0           | 1           | 2               | 0               | 0               | 2                 | 0                 | 0                 | -                              | -                              | -                              | -                              | 21    | 0     | 1     |
| 2015-2016             | AC Ajaccio             | Ligue 2               | 22          | 1           | 1           | 3               | 0               | 0               | -                 | -                 | -                 | -                              | -                              | -                              | -                              | 25    | 1     | 1     |
| 2016-2017             | AC Ajaccio             | Ligue 2               | 37          | 1           | 2           | 2               | 0               | 0               | 1                 | 0                 | 0                 | -                              | -                              | -                              | -                              | 40    | 1     | 2     |
| Sous-total            | Sous-total             | Sous-total            | 76          | 2           | 4           | 7               | 0               | 0               | 3                 | 0                 | 0                 | -                              | -                              | -                              | -                              | 86    | 2     | 4     |
| 2017-2018             | AS Nancy-Lorraine      | Ligue 2               | 31          | 1           | 3           | 2               | 0               | 0               | 2                 | 0                 | 0                 | -                              | -                              | -                              | -                              | 35    | 1     | 3     |
| 2018-2019             | AS Nancy-Lorraine      | Ligue 2               | 29          | 1           | 2           | 3               | 0               | 0               | -                 | -                 | -                 | -                              | -                              | -                              | -                              | 32    | 1     | 2     |
| Sous-total            | Sous-total             | Sous-total            | 60          | 2           | 5           | 5               | 0               | 0               | 2                 | 0                 | 0                 | -                              | -                              | -                              | -                              | 67    | 2     | 5     |
| 2019-2020             | FC Lorient             | Ligue 2               | 25          | 2           | 1           | 4               | 0               | 0               | 1                 | 0                 | 0                 | -                              | -                              | -                              | -                              | 30    | 2     | 1     |
| 2020-2021             | FC Lorient             | Ligue 1               | 38          | 3           | 1           | 2               | 0               | 0               | -                 | -                 | -                 | -                              | -                              | -                              | -                              | 40    | 3     | 1     |
| 2021-2022             | FC Lorient             | Ligue 1               | 34          | 0           | 3           | 1               | 0               | 0               | -                 | -                 | -                 | -                              | -                              | -                              | -                              | 35    | 0     | 3     |
| 2022-2023             | FC Lorient             | Ligue 1               | 29          | 0           | 1           | 2               | 0               | 0               | -                 | -                 | -                 | -                              | -                              | -                              | -                              | 31    | 0     | 1     |
| 2023-2024             | FC Lorient             | Ligue 1               | 33          | 2           | 1           | 1               | 0               | 0               | -                 | -                 | -                 | -                              | -                              | -                              | -                              | 34    | 2     | 1     |
| 2024-2025             | FC Lorient             | Ligue 2               | 32          | 1           | 7           | 1               | 0               | 0               | -                 | -                 | -                 | -                              | -                              | -                              | -                              | 33    | 1     | 7     |
| 2025-2026             | FC Lorient             | Ligue 1               | -           | -           | -           | -               | -               | -               | -                 | -                 | -                 | -                              | -                              | -                              | -                              | 0     | 0     | 0     |
| Sous-total            | Sous-total             | Sous-total            | 191         | 8           | 14          | 11              | 0               | 0               | 1                 | 0                 | 0                 | -                              | -                              | -                              | -                              | 203   | 8     | 14    |
| Total sur la carrière | Total sur la carrière  | Total sur la carrière | 328         | 12          | 23          | 24              | 0               | 0               | 6                 | 0                 | 0                 | -                              | -                              | -                              | -                              | 358   | 12    | 23    |

## Palmarès
Lors de la saison 2010-2011, il est champion de DH (6e division) avec l'équipe réserve de l'Olympique de Marseille en participant à la dernière journée. 
Lors de la saison 2014-2015, et bien que prêté à l'AC Ajaccio, il est champion du groupe G de CFA 2 (5e division) avec l'équipe réserve de l'Olympique de Marseille ayant participé à un match de championnat en début de saison.
Il est champion de Ligue 2 à deux reprises avec le FC Lorient en 2020 et en 2025.
| Olympique de Marseille rés. (2)                                              | FC Lorient (2)                        |
| ---------------------------------------------------------------------------- | ------------------------------------- |
| - Division Honneur (D6) : - Champion : 2011 - CFA 2 (D5) : - Champion : 2015 | - Ligue 2 : - Champion : 2020 et 2025 |